# Loira (departamento)
Loira (42; en francés Loire) es un departamento francés situado en la región de Auvernia-Ródano-Alpes. Sus habitantes se llaman, en idioma francés, ligériens.

## Geografía
- Limita al norte con Saona y Loira, al este con Ródano e Isère, al sur con Ardèche y Alto Loira, y al oeste con Puy-de-Dôme y Allier.

## Demografía
| 1801    | 1831    | 1841    | 1851    | 1856    | 1861    | 1866    |
| ------- | ------- | ------- | ------- | ------- | ------- | ------- |
| 290.903 | 391.216 | 434.085 | 472.588 | 505.260 | 517.603 | 537.108 |
| 1872    | 1876    | 1881    | 1886    | 1891    | 1896    | 1901    |
| 500.611 | 590.613 | 599.836 | 603.384 | 616.227 | 625.336 | 647.633 |
| 1906    | 1911    | 1921    | 1926    | 1931    | 1936    | 1946    |
| 643.943 | 640.549 | 637.130 | 669.216 | 664.822 | 650.226 | 631.591 |
| 1954    | 1962    | 1968    | 1975    | 1982    | 1990    | 1999    |
| 654.482 | 696.348 | 722.443 | 742.396 | 739.521 | 746.288 | 728.524 |

Las principales ciudades del departamento son (datos del censo de 1999):
- Saint-Étienne: 180.210 habitantes, 291.960 en la aglomeración, que desborda los límites departamentales.
- Saint-Chamond: 37.378 habitantes, 82.535 en la aglomeración.
- Roanne: 38.896 habitantes, 80.272 en la aglomeración.
- Saint-Just-Saint-Rambert: 13.192 habitantes, 45.386 en la aglomeración.

## Historia
El departamento del Loira fue creado durante la Revolución francesa, en el 12 de agosto de 1793, por la desmembración del antiguo departamento de Ródano y Loira, que era uno de los creados en 1790 según la ley de 1789. Corresponde a la antigua provincia de Forez.
Sus capitales o prefecturas han sido sucesivamente:
- Feurs de 1793 a 1795
- Montbrison de 1795 a 1855
- Saint-Étienne desde 1855